# 錫利 (新澤西州)
錫利（英語：Seeley）是位於美國新澤西州坎伯蘭縣的普查規定居民點。

## 人口
根據2020年美國人口普查的數據，錫利的面積為1.51平方千米，當中陸地面積為1.44平方千米，而水域面積為0.06平方千米。當地共有人口152人，而人口密度為每平方千米100.66人。